# Códices del Grupo Borgia

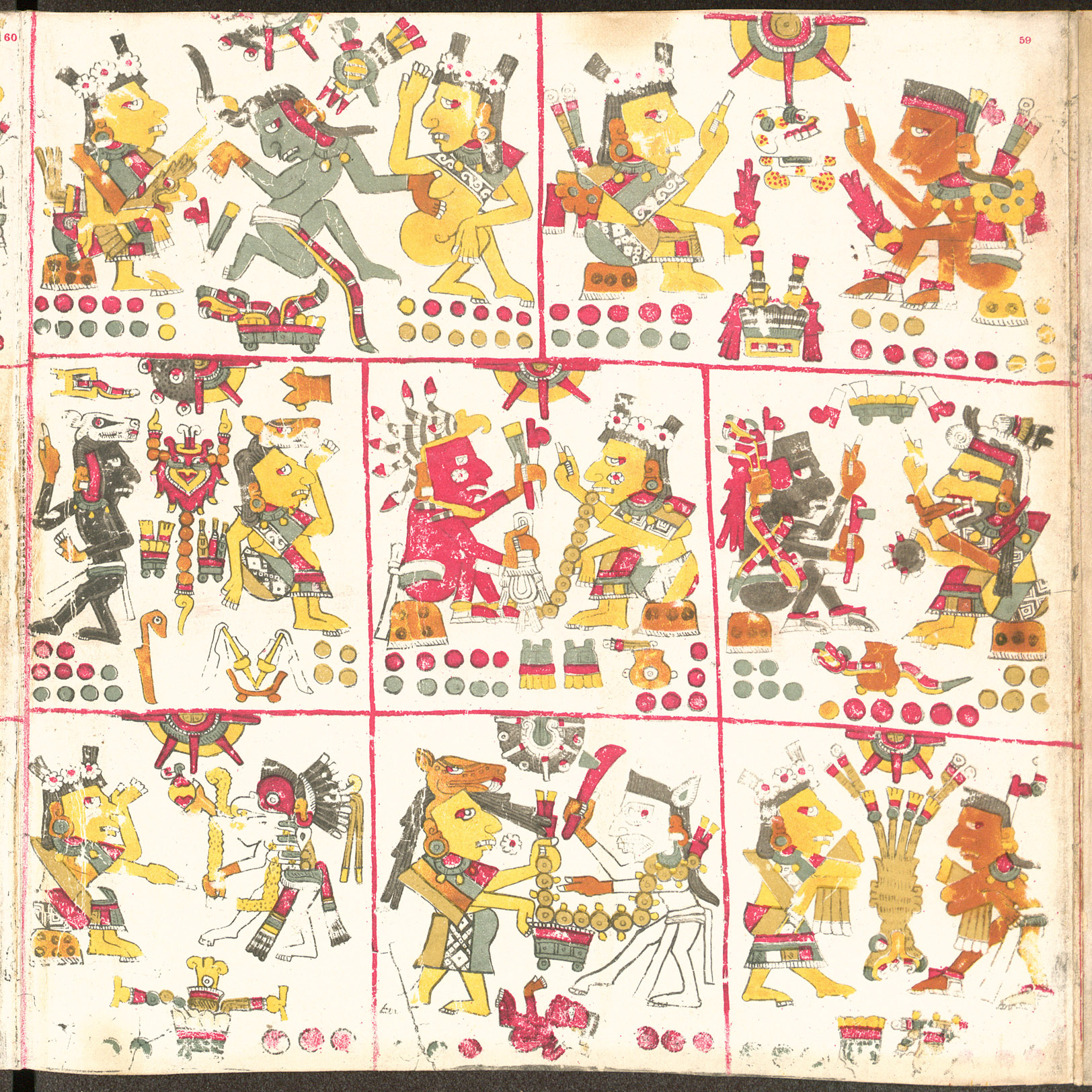
Página 59 del Códice Borgia.

Grupo Borgia es la denominación dada por los académicos a un conjunto de documentos indígenas, la mayoría precolombinos, originarios del centro de México, identificados por primera vez por Eduard Seler. Los textos dentro de este grupo se distinguen por su contenido religioso, mientras que los códices precolombinos del Grupo Mixteco son principalmente históricos. Su lugar de origen y sus autores siguen siendo tema de debate. 

## Códices integrantes
Los principales miembros del Grupo Borgia son los siguientes: 
- El Códice Borgia, al cual debe su nombre el grupo. El códice fue nombrado en honor del cardenal Stefano Borgia, quien lo poseía antes de que fuera adquirido por la Biblioteca Vaticana.
- El Códice Cospi.
- El Códice Fejérváry-Mayer.
- El Códice Laud.
- El Códice Vaticanus B.

A veces también se incluye en este grupo: 
- El Manuscrito Aubin N ° 20, o Fondo mexicano 20.
- El Códice Porfirio Díaz.

- Datos: Q2342820
- Multimedia: Borgia Group / Q2342820